# Gandzakar
Gandzakar – wieś w Armenii, w prowincji Tawusz. W 2011 roku liczyła 3434 mieszkańców.